# Eberhard Otto (égyptologue)
Pour les articles homonymes, voir Eberhard Otto.
Eberhard Otto (né le 26 février 1913 à Dresde, mort le 11 octobre 1974 à Heidelberg) est un égyptologue allemand.

## Biographie
Otto étudie de 1932 à 1937 à Leipzig, Munich, et Göttingen, et après l'obtention du diplôme en 1938, il est, de 1943 à 1950, professeur agrégé d'égyptologie à l'université de Hambourg, puis en 1955 professeur d'égyptologie à l'université de Heidelberg.
Outre son travail sur la religion et l'art de l'Égypte antique, il est connu pour ses travaux sur l'Encyclopédie de l'égyptologie, qui l'a occupé jusqu'à sa mort, et qu'il a publié avec Hans Wolfgang Helck. Son successeur pour les derniers volumes est Wolfhart Westendorf. Son livre qui a eu le plus de succès a été Le Chemin des Pharaons, qui a connu cinq éditions, et qu'il a dédié à sa femme.

## Publications
- Beiträge zur Geschichte der Stierkulte in Aegypten, Leipzig, 1938
- Das Verhältnis von Rite und Mythus im Ägyptischen, Heidelberg 1938 (Sitzungsberichte der Heidelberger Akademie der Wissenschaften)
- Der Vorwurf an Gott - Zur Entstehung der ägyptischen Auseinandersetzungsliteratur, Hildesheim, 1951
- Topographie des thebanischen Gaues, Berlin/Leipzig, 1952
- Die biographischen Inschriften der ägyptischen Spätzeit - ihre geistesgeschichtliche und literarische Bedeutung, Leiden, 1954
- Kleines Wörterbuch der Ägyptologie, 1956, (mit Hans Wolfgang Helck)
- Das ägyptische Mundöffnungsritual, Teil 1: Text//Teil 2: Kommentar, Wiesbaden, 1960
- Gott und Mensch nach den ägyptischen Tempelinschriften der griechisch-römischen Zeit, Heidelberg, 1964
- Osiris und Amun. Kult und heilige Stätten, 1966, (mit Max Hirmer)
- Ägypten. Der Weg des Pharaonenreiches, 4. Auflage, 1966
- Ägypten. Architektur, Plastik, Malerei in drei Jahrtausenden, 4. Auflage, München, 1967 (mit Max Hirmer)
- Wesen und Wandel der ägyptischen Kultur, 1969
- Wesen und Wandel der ägyptischen Kultur, Berlin, 1969
- Lexikon der Ägyptologie, 1971, ff. (Hrsg./mit Wolfgang Helck)